# Guzal Sitdykowa
Guzal Sitdykowa (baszk. Гүзәл Рамаҙан ҡыҙы Ситдиҡова, ros. Гузаль Рамазановна Ситдыкова, tj. Guzal, córka Ramazana, ur. 10 czerwca 1952) – pisarka, poetka, tłumaczka oraz publicystka rosyjska narodowości baszkirskiej.

## Życiorys
Guzal Sitdykowa urodziła się 10 czerwca 1952 we wsi Inzier (baszk. Инйәр, ros. Инзер) w Baszkirskiej ASRR (obecnie w rejonie biełoreckim Baszkortostanu). Studiowała w instytucie pedagogicznym w Biełorecku, później w Państwowym Instytucie Sztuki w Czelabińsku. Po studiach pracowała w Biełorecku jako nauczycielka, a 1983−1995 jako redaktor biełoreckiej gazety rejonowej "Ural".
W 1990 Sitdykowa została wybrana na posła Rady Najwyższej Baszkirskiej ASRR a od 1995 jest członkiem Zebrania Państwowego − Kurułtaju Republiki Baszkortostanu. 2004−2011 była prezesem Wspólnoty Kobiet Baszkirskich Republiki Baszkortostanu.

## Twórczość

### Książki baszkirskojęzyczne
1. Текетек:шиғри әкиәт -. wyd. Kitap, Ufa 1994. ISBN 5-295-01186
2. Бүрене еңгән бәрәс: шиғри әкиәт -wyd. Kitap, Ufa, 1994. ISBN 5-295-02338-9
3. Башҡорттарҙың ғаилә тормошо - мәҡәлдәрҙә һәм әйтемдәрҙә - Ufa, 2002. ISBN 5-901900-03-0
4. Үҙ Ҡояшым, үҙ Айым: шиғри әкиәт, мәҡәлдәр донъяһы, яҙмышнамә -wyd. Kitap, Ufa 2002. ISBN 5-295-03172-1
5. Йәннәт баҡсаһы - Ufa, 2005
6. Йәш ғаиләгә нәсихәттәр - Ufa, 2006. ISBN 5-94524-045-1
7. Күсле ил - көслө ил: күңел сәхифәләре, шиғырҙар. - wyd. Kitap, Ufa 2007. ISBN 978-5-295-04224-9
8. Ҡыштарҙың да бар бит үҙ ҡоштары: шиғырҙар - Ufa, 2010.
9. Машина ниңә "дүрт-дүрт", ти: шиғырҙар, әкиәттәр, хикәйәләр - wyd. Kitap, Ufa 2010. ISBN 978-5-295-05113-5